# Cúmulo abierto M29
M29 es un cúmulo abierto en la constelación de Cygnus. Fue descubierta en 1764 por Charles Messier.
Su distancia no está del todo clara, variando de 4.000 a 7.000 años luz según el experto consultado. Esto es debidad a la gran cantidad de materia interestelar existente, que dificulta el cálculo de la distancia.
Dos de sus estrellas variables fueron investigadas en 2003 por astrónomos aficionados españoles desde el Observatorio Astronómico de Cáceres, ubicado en Cáceres, publicando sus curvas de luz en banda V.
En diciembre de 2008 este observatorio volvió a realizar un estudio del cúmulo, esta vez de diez estrellas distintas, en busca de variabilidad de las mismas tanto fotométrica como espectroscópicamente: los resultados están pendientes de publicar.
- Datos: Q13647
- Multimedia: Messier 29 / Q13647